# Сент-Луисский художественный музей
Сент-Луисский художественный музей (англ. Saint Louis Art Museum, сокр. SLAM) — крупнейший музей Сент-Луиса, штат Миссури. Ежегодно его посещают до полумиллиона человек.

## История
Музей был основан в 1881 году в Сент-Луисе как школа и музей изобразительных искусств (Saint Louis School and Museum of Fine Arts) в Университете Вашингтона в Сент-Луисе. Затем музей переехал в здание, которое было возведено как центральный павильон Всемирной выставки 1904 года в Форест-парке. Архитектор Кэсс Гилберт вдохновлялся термами Каракаллы.
В 1908 году, юридический конфликт по поводу финансирования разделил Школу и музей изящных искусств Сент-Луиса на две части: собственно художественную школу и её коллекцию произведений искусства, которая осталась частью Университета Вашингтона и впоследствии перешла в отделившийся от него самостоятельный Сент-Луисский художественный музей. В 1908 году первым директором музея стал Halsey Cooley Ives. В следующем году музей отделился от Вашингтонского университета и был переименован в городской художественный музей. В 1950-е годы музей был расширен и стал включать в себя зрительный зал для демонстрации кинофильмов, проведения концертов и лекций. В 1971 году был создан Metropolitan Zoological Park and Museum District, в состав которого вошел музей, который в 1972 году был переименован в Сент-Луис художественный музей. На сегодня музей существует на пожертвования частных лиц и общественных объединений, от продаж в музейном магазине музея и специального фонда поддержки.
В художественном фонде Сент-Луисского музея находится более 30000 произведений искусства от античности до современности. Его коллекция делится на одиннадцать разделов.